# Scopula steinbacherei
Scopula steinbacherei là một loài bướm đêm trong họ Geometridae.